# Gène de résistance
 (août 2019).
Si vous disposez d'ouvrages ou d'articles de référence ou si vous connaissez des sites web de qualité traitant du thème abordé ici, merci de compléter l'article en donnant les références utiles à sa vérifiabilité et en les liant à la section « Notes et références ».
Un gène de résistance est une portion d'ADN codant une substance permettant la survie d'un organisme face à une attaque biotique ou abiotique. Un gène de résistance peut permettre la survie dans un milieu hostile (très chaud, très froid, très acide, très salé et/ou comportant une molécule toxique. Il peut aussi concerner un système de défense face à un pathogène ou à un prédateur.

## Définition
Un gène de résistance désigne de manière générale un gène qui permet de survivre face à une stress donnée. 
Deux grandes catégories de gènes coexistent dans cette définition : les gènes de résistance au sens propre, et les gènes conférant une résistance dans une condition donnée.
- La première catégorie regroupe entre autres les gènes de résistance aux antibiotiques, les gènes-R de plantes ou les gènes des systèmes immunitaires en général.

- La seconde catégorie regroupe les gènes dont le but intrinsèque n'est pas de fournir une défense contre une attaque, mais qui par une mutation ou dans certaines conditions peuvent conférer cette caractéristique. Par exemple le gène de l'hémoglobine muté tel qu'il est rencontré dans la drépanocytose, ou anémie faliciforme, ou encore dans les thalassémies, qui confère une certaine résistance à la malaria. Dans ce cas, le gène de résistance est une protéine naturelle, l'hémoglobine, qui a subi une mutation. Il est observé une incidence plus grande de personnes ayant des thalassémies dans les pays où la malaria est endémique.

## Les gènes de résistance bactériens

### Les gènes de résistance aux antibiotiques
Les antibiotiques sont des molécules qui bloquent des processus essentiels à la survie des bactéries. Elles ciblent principalement la synthèse de l'ADN (quinolones), la synthèse des protéines (aminosides, macrolides) ou la synthèse de la paroi bactérienne (pénicillines, céphalosporines). Les gènes de résistance codent le plus souvent des enzymes capables soit de dégrader l'antibiotique, soit de le modifier chimiquement pour le rendre inactif. Dans le cas de la pénicilline et de ses analogues, par exemple, le gène de résistance code une bêta-lactamase, qui hydrolyse le cycle bêta-lactame de ces composés.

### Transmission du gène de résistance
De manière générale, chez les bactéries, les gènes de résistance bactériens ne sont pas codés par le génome de la bactérie, mais par une portion d'ADN extra génomique : le plasmide. Ce plasmide peut être transmis d'une bactérie à l'autre via le phénomène de Conjugaison bactérienne. Il s'agit d'une forme primitive et directe d'échange de matériel génétique, d'une bactérie donneuse vers une bactérie acceptrice (qui peut être une espèce très différente de la première : ainsi une salmonelle peut dans l'intestin humain transférer le gène de résistance aux bêta-lactamines (blaCTX-M-9) à des entérobactéries de notre flore intestinale). Ce processus est l'une des réponses des bactéries à des stress potentiellement mortels pour elles.
Ce phénomène de conjugaison a une importance clinique considérable, notamment parce qu'il contribue à l'apparition et à la diffusion de germes multi-résistants, notamment impliqués dans les maladies nosocomiales. Un organisme est dit multi-résistant quand il a acquis ou développé des gènes de résistance le protégeant de plusieurs antibiotiques.

### Utilisation en recherche
Certains modes de recherche en biotechnologies ou en biologie nécessitent de ne permettre la survie que de certains organismes, pour les isoler par exemple. L'ajout dans le milieu de culture d'un agent toxique, un antibiotique par exemple, permet de tuer tous les organismes n'ayant pas le gène de résistance. 
Un gène de résistance peut aussi être introduit dans un plasmide codant une protéine que l'on cherche à exprimer. Le plasmide contient donc : un gène codant la protéine d'intérêt, ainsi qu'un gène de résistance à un antibiotique. Après une étape de transformation des bactéries compétentes, c'est-à-dire après l'introduction dans le cytoplasme de la cellule du plasmide, on fait croître les bactéries dans un milieu contenant un antibiotique. Seules les bactéries qui auront intégré le plasmide possèderont le gène de résistance et pourront se développer et se multiplier. Comme sur le même plasmide est codée la protéine d'intérêt, on est certain que les bactéries qui vont survivre vont aussi contenir ce gène. Le gène de résistance est utilisé comme outil permettant une sélection (au sens darwinien) des bactéries d'intérêt. C'est cette méthode qui a été utilisée pour isoler les premières cellules transgéniques.
Ces stratégies de sélection peuvent également s'appliquer à des cellules eucaryotes (par exemple sur des cultures de cellules humaines), notamment pour sélectionner les cellules ayant subi une modification génétique. Les principaux antibiotiques utilisés sur cellules eucaryotes sont la généticine (ou G418), la puromycine, l'hygromycine B, la blasticidine S et la zéocine. 